# Mons-en-Baroeul
Mons-en-Baroeul (eller Mons-en-Barœul) är en kommun i departementet Nord i regionen Hauts-de-France i norra Frankrike. Kommunen ligger i kantonen Lille-Nord-Est som tillhör arrondissementet Lille. År 2022 hade Mons-en-Baroeul 21 368 invånare.
Kommunen ligger nordost om Lille.

## Befolkningsutveckling
Antalet invånare i kommunen Mons-en-Baroeul
| Referens: INSEE |